# Google Pay Send
Google Pay Send (voorheen Google Wallet) is een mobiele betalingsdienst ontwikkeld door Google LLC waarmee elektronisch geld kan worden verzonden en ontvangen tussen twee personen. Google Wallet is de opvolger van Google Checkout. De dienst werd voor het eerst op 19 september 2011 bij de Samsung Nexus S geleverd.
Vanaf 8 januari 2018 zijn Android Pay en Google Wallet samengevoegd tot één betalingssysteem genaamd Google Pay. Google Pay Send, een functie binnen Google Pay, heeft Google Wallet vervangen.
Oorspronkelijk bood de dienst de mogelijkheid om in fysieke winkels met een smartphone te betalen. Er moest om te betalen een pincode op de mobiele telefoon worden ingevoerd en er moest een NFC-chip aanwezig zijn. Deze functie werd stopgezet en vervangen door Android Pay (later Google Pay).
Google Pay Send kan ook via e-maildienst Gmail worden gebruikt om geld te verzenden. Dit is alleen nog mogelijk in de Verenigde Staten en het Verenigd Koninkrijk.